# Provincie Benevento
Benevento (Provincia di Benevento) je italskou provincií v oblasti Kampánie. Sousedí na severu s provincií Campobasso, na východě s provincií Foggia, na jihu s provincií Avellino a metropolitním městem Napoli a na západě s provincií Caserta.

## Okolní provincie
| Růžice kompasu |         | Campobasso          |        | Růžice kompasu |
| Růžice kompasu | Caserta | Sever               | Foggia | Růžice kompasu |
| Růžice kompasu | Caserta | Provincie Benevento | Foggia | Růžice kompasu |
| Růžice kompasu | Caserta | Jih                 | Foggia | Růžice kompasu |
| Růžice kompasu | Napoli  | Avellino            |        | Růžice kompasu |